# 13e cérémonie des Saturn Awards
La 13e cérémonie des Saturn Awards, récompensant les films sortis en 1985 et les professionnels s'étant distingués cette année-là, s'est tenue en 28 mai 1986.

## Palmarès
Les lauréats sont indiqués ci-dessous en premier de chaque catégorie et en gras.

### Meilleur film fantastique
- Ladyhawke, la femme de la nuit (Ladyhawke)
  - Remo sans arme et dangereux (Remo Williams: The Adventure Begins)
  - Oz, un monde extraordinaire (Return to Oz)
  - La Rose pourpre du Caire (The Purple Rose of Cairo)
  - Le Secret de la pyramide (Young Sherlock Holmes)

### Meilleur film d'horreur
- Vampire, vous avez dit vampire ? (Fright Night)
  - Lifeforce
  - La Revanche de Freddy (A Nightmare on Elm Street 2: Freddy's Revenge)
  - Re-Animator
  - Le Retour des morts-vivants (The Return of the Living Dead)

### Meilleur film de science-fiction
- Retour vers le futur (Back to the Future)
  - Cocoon
  - Enemy (Enemy Mine)
  - Mad Max : Au-delà du dôme du tonnerre (Mad Max Beyond Thunderdome)
  - Dangereusement vôtre (A View to a Kill)

### Meilleur acteur
- Michael J. Fox - Retour vers le futur
  - Hume Cronyn - Cocoon
  - Louis Gossett Jr. - Enemy
  - James Karen - Le Retour des morts-vivants
  - Chris Sarandon - Vampire, vous avez dit vampire ?

### Meilleure actrice
- Coral Browne - Dreamchild
  - Glenn Close - Maxie
  - Mia Farrow - La Rose pourpre du Caire
  - Michelle Pfeiffer - Ladyhawke, la femme de la nuit
  - Jessica Tandy - Cocoon

### Meilleur acteur dans un second rôle
- Roddy McDowall - Vampire, vous avez dit vampire ?
  - Joel Grey - Remo sans arme et dangereux
  - Crispin Glover - Retour vers le futur
  - Ian Holm - Dreamchild
  - Christopher Lloyd - Retour vers le futur

### Meilleure actrice dans un second rôle
- Anne Ramsey - Les Goonies
  - Ruth Gordon - Maxie
  - Grace Jones - Dangereusement vôtre
  - Lea Thompson - Retour vers le futur
  - Gwen Verdon - Cocoon

### Meilleur(e) jeune acteur ou actrice
- Barret Oliver - D.A.R.Y.L.
  - Fairuza Balk - Oz, un monde extraordinaire
  - Jeff Cohen - Les Goonies
  - Ilan Mitchell-Smith - Une créature de rêve
  - Amelia Shankley - Dreamchild

### Meilleure réalisation
- Ron Howard - Cocoon
  - Woody Allen - La Rose pourpre du Caire
  - Tom Holland - Vampire, vous avez dit vampire ?
  - George Miller - Mad Max : Au-delà du dôme du tonnerre
  - Dan O'Bannon - Le Retour des morts-vivants
  - Robert Zemeckis - Retour vers le futur

### Meilleur scénario
- Tom Holland - Vampire, vous avez dit vampire ?
  - Tom Benedek - Cocoon
  - Terry Hayes et George Miller - Mad Max : Au-delà du dôme du tonnerre
  - Woody Allen - La Rose pourpre du Caire
  - Chris Columbus - Le Secret de la pyramide

### Meilleurs costumes
- Nanà Cecchi - Ladyhawke, la femme de la nuit
  - Deborah Lynn Scott - Retour vers le futur
  - Shirley Russell - La Promise
  - Norma Moriceau (en) - Mad Max : Au-delà du dôme du tonnerre
  - Raymond Hughes - Oz, un monde extraordinaire

### Meilleurs effets spéciaux
- Kevin Pike - Retour vers le futur
  - The L.A. Effects Group - Commando
  - Bruce Nicholson et Ralph Winter - Explorers
  - Richard Edlund - Vampire, vous avez dit vampire ?
  - Apogee - Lifeforce

### Meilleure musique
- Bruce Broughton - Le Secret de la pyramide
  - Alan Silvestri - Retour vers le futur
  - Maurice Jarre - La Promise
  - James Horner - Cocoon
  - Andrew Powell - Ladyhawke, la femme de la nuit

### Meilleur maquillage
- Tom Savini - Le Jour des morts
  - Chris Walas - Enemy
  - Rob Bottin - Explorers
  - Anthony Doublin, John Naulin et John Carl Buechler - Re-Animator
  - William Munns - Le Retour des morts-vivants (film, 1985)

### Prix spéciaux

#### George Pal Memorial Award
- Charles Band

#### Life Carreer Award
- Vincent Price

#### President's Award
- Woody Allen - La Rose pourpre du Caire